# Drepanomenia vampyrella
Drepanomenia vampyrella is een Solenogastressoort uit de familie van de Drepanomeniidae. De wetenschappelijke naam van de soort is voor het eerst geldig gepubliceerd in 1905 door Heath.